# Dolmen di Monte Acuto
Der Dolmen di Monte Acuto befindet sich auf einer Lichtung, auf einem Hochplateau am Fuße des Mount Acuto, westlich von Berchidda in der Provinz Nord-Est Sardegna auf Sardinien. Das Denkmal wird ins späte Neolithikum an den Übergang zur Kupferzeit datiert. Die Anlage wurde während der Bronzezeit und im Mittelalter benutzt. Ein Berg mit Namen Monte Acuto liegt in Umbrien.

## Beschreibung
Der Nordost-Südwest orientierte aus Granitplatten gebaute Dolmen ist einer der größten in der Gallura. Die rechteckige Megalithanlage hat eine Länge von etwa 4,0 m, eine Breite von 1,3 bis 1,5 m und eine Höhe von 1,0 bis 1,5 m. Sie wird seitlich durch zwei Orthostaten gebildet. Die Struktur wird von einer in zwei Teile zerbrochenen polygonalen Platte (Länge etwa 4,0 m, Breite etwa 2,8 m) bedeckt. Die Platte weist neun Schälchen (ital. Copella) auf. Eine kreisförmige Fläche vor der Anlage, am Rand einer Klippe, war von einer Mauer und Felsen umgeben. In den Überresten wurde ein gestürzter Menhir identifiziert. Der Dolmen wurde 1994 von Paola Basoli ausgegraben.
Bei Berchidda liegen auch die Dolmen von Abialzos mit dem „Santa Caterina“ und dem „Sant’Andrea“.